# Coelosia truncata
Coelosia truncata är en tvåvingeart som beskrevs av Lundstrom 1909. Coelosia truncata ingår i släktet Coelosia och familjen svampmyggor. Arten är reproducerande i Sverige. Inga underarter finns listade i Catalogue of Life.